# 拉塞勒
拉塞勒（法語：La Celle，法語發音：[la sɛl]）是法国普罗旺斯-阿尔卑斯-蓝色海岸大区瓦尔省的一个市镇，属于布里尼奥勒区。

## 地理
拉塞勒（43°23'39"N, 6°2'26"E）面积21 平方千米，位于法国普罗旺斯-阿尔卑斯-蓝色海岸大区瓦尔省，该省份为法国东南部沿海省份，北起上普罗旺斯阿尔卑斯省，西北角与沃克吕兹省接壤，西接罗讷河口省，南濒地中海，东临滨海阿尔卑斯省。
与拉塞勒接壤的市镇（或旧市镇、城区）包括：布里尼奥勒、马佐格、拉罗克布吕萨讷、图尔沃。

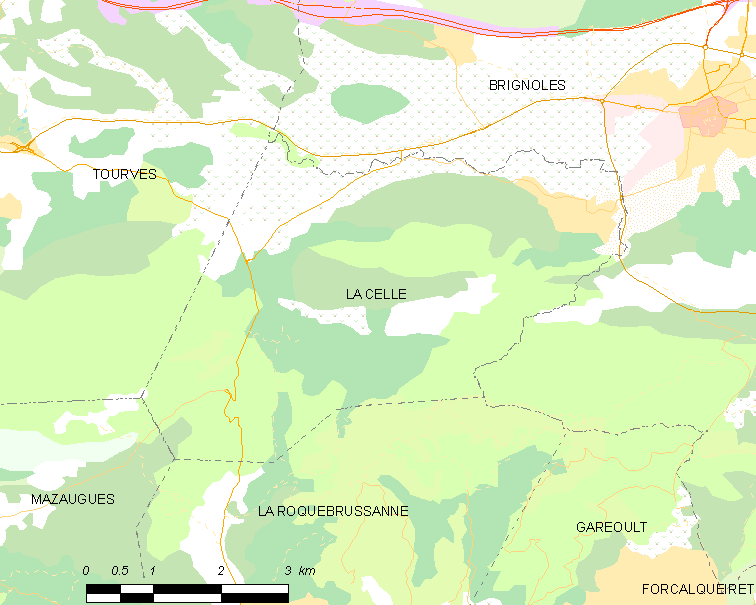
拉塞勒的OSM定位图

拉塞勒的时区为UTC+01:00、UTC+02:00（夏令时）。

## 行政
拉塞勒的邮政编码为83170，INSEE市镇编码为83037。

## 政治
拉塞勒所属的省级选区为布里尼奥勒县。

## 人口

1962-2008年间拉塞勒人口变化图示

拉塞勒于2022年1月1日时的人口数量为1647人。